# ジェイアール東海静岡開発
ジェイアール東海静岡開発株式会社（ジェイアールとうかいしずおかかいはつ、英: JR Development and Management Corporation of Shizuoka）は、静岡県静岡市葵区に本社を置く不動産会社。東海旅客鉄道（JR東海）の子会社である。

## 運営する主な施設
- アスティ事業部門
駅舎内もしくは駅敷地内にある商業施設の運営・管理
  - テナント施設「アスティ(ASTY)」（静岡、三島、御殿場、清水、藤枝、掛川、富士、新富士）
  - ドラッグストア 「ウエルシア」（焼津）
  - コンビニエンスストア 「ベルマート」・ 居酒屋 「さかなや道場」 （磐田）
- 高架化事業部門
静岡県を中心とする、静岡支社管内の鉄道沿線の不動産、高架化などの土地開発・貸付など
  - 静岡ゴールデン横丁（北緯34度58分14.03秒 東経138度23分10.11秒 / 北緯34.9705639度 東経138.3861417度）

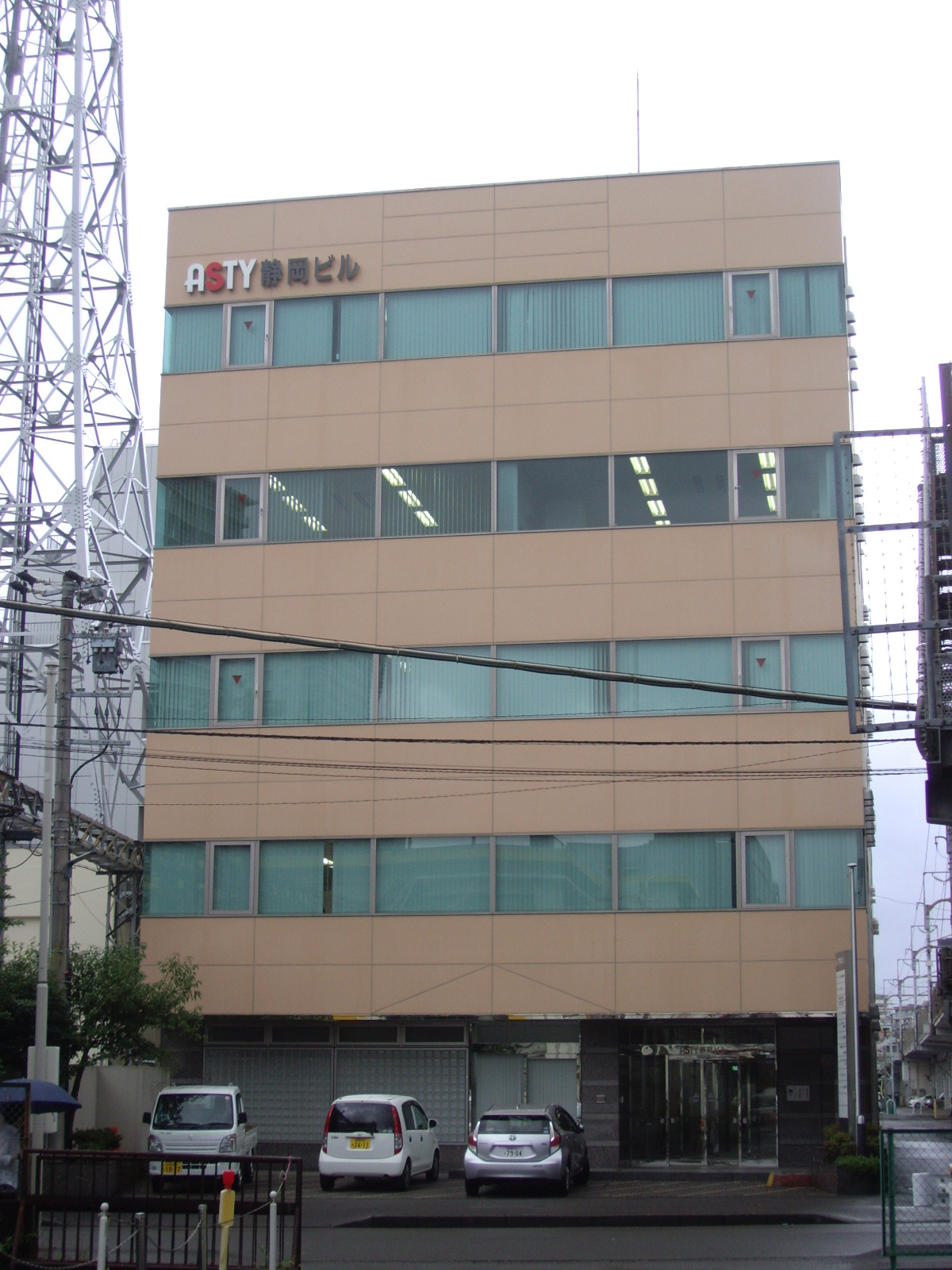
JR東海静岡開発が入居するアスティ静岡ビル
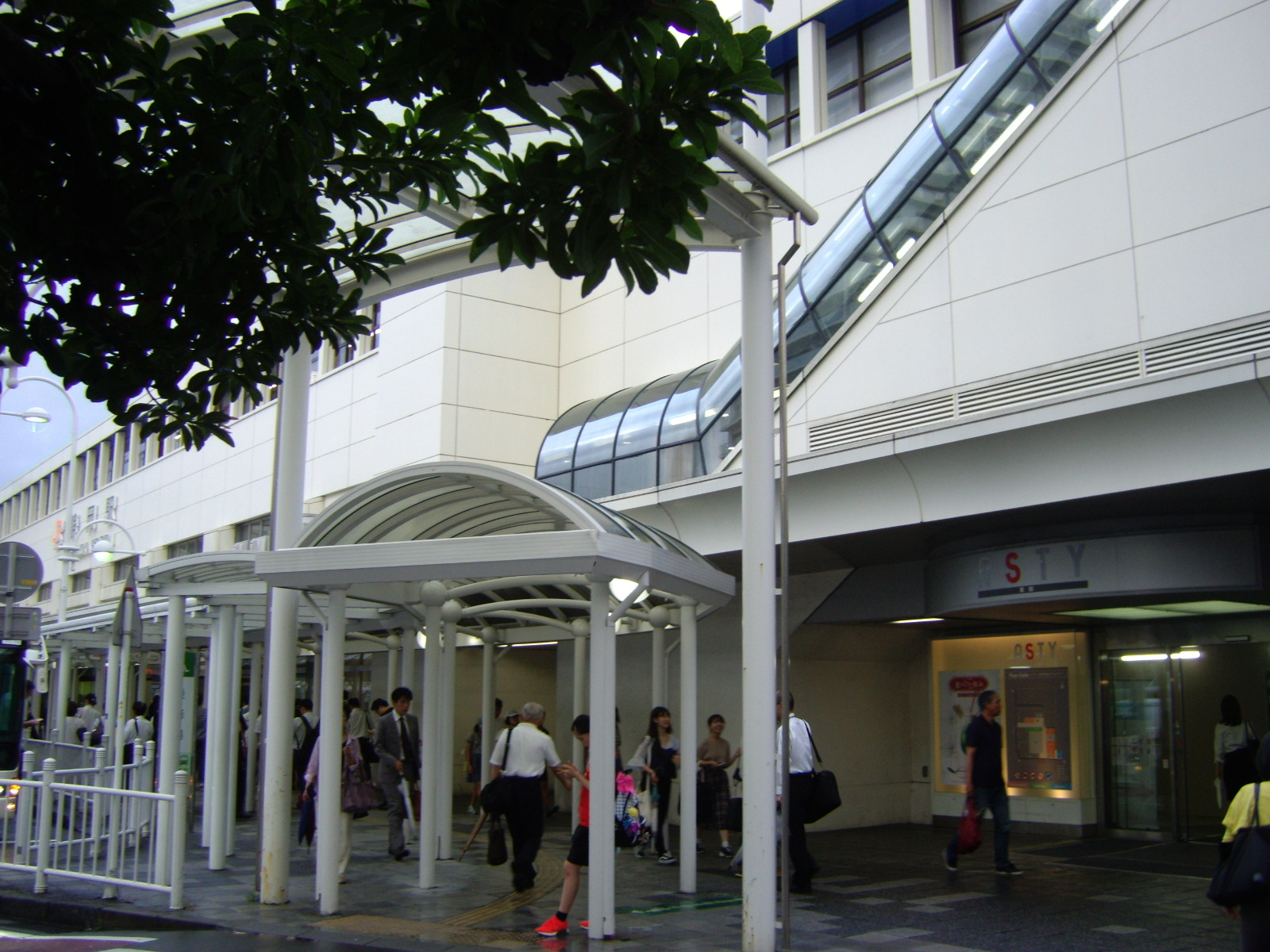
アスティ静岡東館の入り口
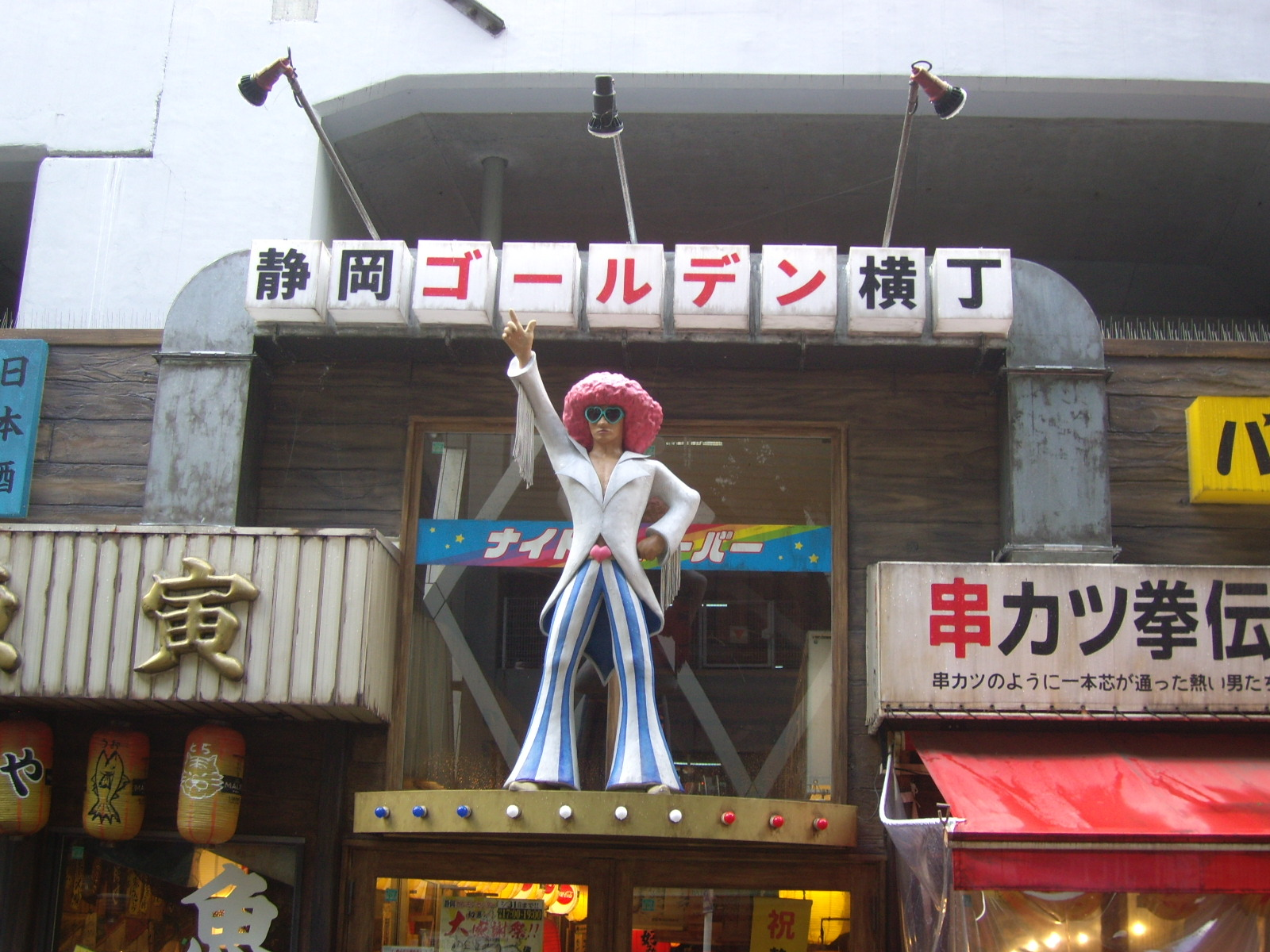
2017年3月にオープンした静岡ゴールデン横丁